# Hubert Hahne
Hubert Hahne   (Moers, 28 de març de 1935 - Düsseldorf, 24 d'abril de 2019) va ser un pilot de curses automobilístiques alemany que va arribar a disputar curses de Fórmula 1.

## A la F1
Hubert Hahne va debutar a la setena cursa de la temporada 1967 (la divuitena temporada de la història) del campionat del món de la Fórmula 1, disputant el 6 d'agost del 1967 el GP d'Alemanya al circuit de Nürburgring.
Va participar en un total de tres curses puntuables pel campionat de la F1, disputades en tres temporades no consecutives (1967-1968 i 1970) aconseguint una desena posició com a millor classificació en una cursa i no aconseguint cap punt pel campionat del món de pilots.

## Resultats a la Fórmula 1
| Any  | Equip            | Xassís | Motor | 1   | 2   | 3   | 4   | 5   | 6   | 7       | 8      | 9   | 10  | 11  | 12  | Posició | Punts |
| ---- | ---------------- | ------ | ----- | --- | --- | --- | --- | --- | --- | ------- | ------ | --- | --- | --- | --- | ------- | ----- |
| 1967 | LoLa Racing Cars | Lola   | BMW   | SUD | MON | HOL | BEL | FRA | GBR | ALE Ret | CAN    | ITA | USA | MEX |     | -       | 0     |
| 1968 | LoLa Racing Cars | Lola   | BMW   | SUD | ESP | MON | HOL | BEL | FRA | GBR     | ALE 10 | ITA | CAN | USA | MEX | -       | 0     |
| 1970 | March            | March  | Ford  | SUD | ESP | MON | HOL | FRA | GBR | ALE NVQ | AUT    | ITA | CAN | USA |     | -       | 0     |

### Resum
| Curses: | Victòries: | Pòdiums: | Poles: | Voltes ràpides: | Punts: |
| ------- | ---------- | -------- | ------ | --------------- | ------ |
| 3       | 0          | 0        | 0      | 0               | 0      |